# 1668 Hanna
Az 1668 Hanna (ideiglenes jelöléssel 1933 OK) a Naprendszer kisbolygóövében található aszteroida. Karl Wilhelm Reinmuth fedezte fel 1933. július 24-én, Heidelbergben.